# Amalia Torrijos
Amalia Torrijos Rodríguez fue una maestra española, nombrada alcaldesa de Coripe en 1933 y la única mujer en desempeñar este cargo en la España de la Segunda República. 

## Trayectoria
Torrijos estudió la Diplomatura en Ciencias de la Educación. Fue destinada como maestra nacional al municipio sevillana de Coripe, donde fue una persona muy influyente en la vida de la localidad. Llevó a cabo una labor en el pueblo que le hizo ser muy reconocida por todos sus habitantes. Cuando tenía 22 años, durante la Segunda República, le ofrecieron ser la alcaldesa del pueblo, solo un año después de ser aprobado el voto para las mujeres en España. Fue la primera y única mujer en ocupar ese puesto durante la Segunda República. Fue la segunda alcaldesa andaluza, tras jiennese Petra Montoro nombrada durante la Dictadura de Primo de Rivera en 1925, y la cuarta de España.
Tuvo la confianza de la ciudadanía por ser una maestra sabia y de buen carácter. Compatibilizó el cargo con su trabajo como docente. Se desconoce la fecha en que dejó el cargo porque la documentación del ayuntamiento se destruyó durante la Guerra Civil. Se casó con un sargento del bando franquista que no continuó en el ejército. Torrijos no volvió a ejercer la docencia. La pareja se instaló en la capital andaluza, regentó una tienda de ultramarinos y nunca habló de su pasado a su descendencia hasta que llegó la democracia a España tras cuatro décadas de dictadura.

## Legado
Su descendencia trabaja para recuperar la memoria y el legado de su madre, que fueron ocultados durante el Franquismo, por republicana y por mujer. Tiene dedicadas con su nombre una calle en la localidad de Coripe, la calle Doña Amalia Torrijos, y otra en Sevilla, la calle Amalia Torrijos. También presta su nombre en Coripe al Centro de Formación Amalia Torrijos, al "Local Amalia Torrijos" propiedad del ayuntamiento y a la "Asociación de Mujeres Amalia Torrijos".
En 2018, Canal Sur, la radio televisión pública de Andalucía, reivindicó su legado en el espacio "Mujeres andaluzas ejemplares".